# Брајтон (Онтарио)
Брајтон (енгл. Brighton) је општина у Канади у покрајини Онтарио. Према резултатима пописа 2011. у општини је живело 10.928 становника.

## Становништво
Према резултатима пописа становништва из 2011. у граду је живело 10.928 становника, што је за 6,6% више у односу на попис из 2006. када је регистровано 10.253 житеља.
| 2006.  | 2011.  |
| ------ | ------ |
| 10.253 | 10.928 |